# Oreogrammitis inconstans
Oreogrammitis inconstans là một loài dương xỉ trong họ Polypodiaceae. Loài này được Alderw. Parris mô tả khoa học đầu tiên năm 2007.